# 中央 (伊奈町)
中央（ちゅうおう）は、埼玉県北足立郡伊奈町の町名。中央一丁目から五丁目が設置されている。郵便番号は362-0809。

## 地理
伊奈町の中心部に位置している。伊奈町役場などがあり、町の中心部にあたる。土地区画整理事業により成立した地名である。

## 歴史
- 2020年（令和2年）11月21日 - 前日に伊奈町中部特定土地区画整理事業の換地処分が行われたことに伴い、町名地番変更が行われ、大字小室の一部から中央一丁目〜五丁目が成立[4]。

## 世帯数と人口
2022年（令和4年）1月31日現在の世帯数と人口は以下の通りである。
| 丁目       | 世帯数    | 人口    |
| ---------- | --------- | ------- |
| 中央一丁目 | 585世帯   | 1,237人 |
| 中央二丁目 | 410世帯   | 925人   |
| 中央三丁目 | 484世帯   | 1,147人 |
| 中央四丁目 | 338世帯   | 799人   |
| 中央五丁目 | 322世帯   | 830人   |
| 計         | 2,139世帯 | 4,938人 |

## 小・中学校の学区
町内小・中学校に通う場合、学区は以下の通りとなる。
| 丁目       | 番地 | 小学校             | 中学校             |
| ---------- | ---- | ------------------ | ------------------ |
| 中央一丁目 | 全域 | 伊奈町立小室小学校 | 伊奈町立伊奈中学校 |
| 中央二丁目 | 一部 | 伊奈町立小室小学校 | 伊奈町立伊奈中学校 |
| 中央二丁目 | 一部 | 伊奈町立小針小学校 | 伊奈町立小針中学校 |
| 中央三丁目 | 一部 | 伊奈町立小針小学校 | 伊奈町立小針中学校 |
| 中央三丁目 | 一部 | 伊奈町立小室小学校 | 伊奈町立伊奈中学校 |
| 中央四丁目 | 一部 | 伊奈町立小室小学校 | 伊奈町立伊奈中学校 |
| 中央四丁目 | 一部 | 伊奈町立小針小学校 | 伊奈町立小針中学校 |
| 中央五丁目 | 全域 | 伊奈町立小室小学校 | 伊奈町立伊奈中学校 |

## 交通
鉄道

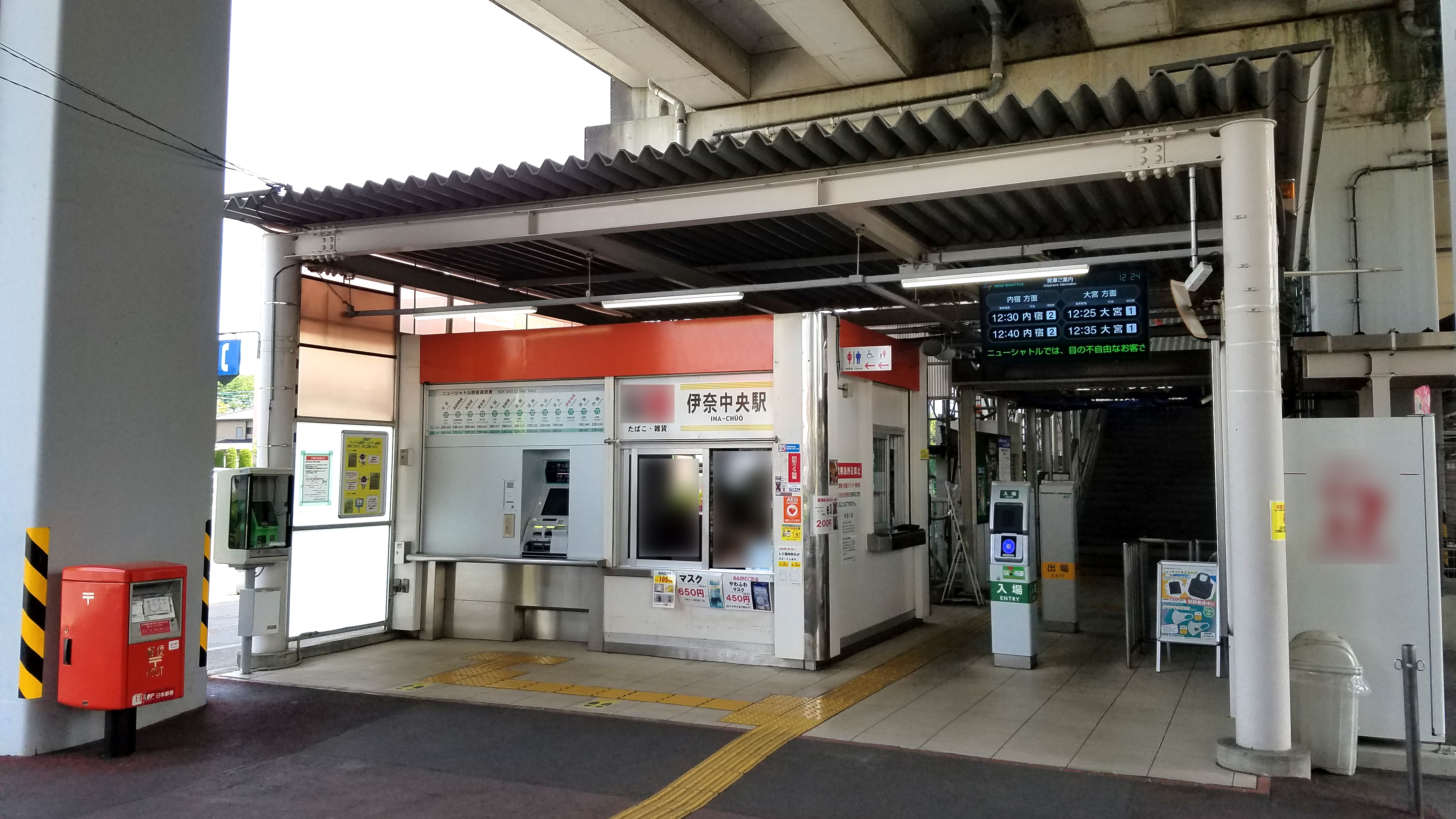
伊奈中央駅

- 埼玉新都市交通ニューシャトル - 伊奈中央駅
- その他、東北新幹線が大宮駅 - 小山駅間で、上越新幹線が大宮駅 - 熊谷駅間で地区内を通過している。

道路
- 埼玉県道311号蓮田鴻巣線

## 施設
- 伊奈町役場
- 蔵屋敷東公園
- 中部公園
- ふれあい福祉センター